# Фернандо Корбато
Фернандо Хосе Корбато (ісп. Fernando José Corbató; нар. 1 липня 1926, Окленд, Каліфорнія — пом. 12 липня 2019) — американський вчений, піонер розробки операційних систем з розподілом часу.

## Навчання
Народився в Окленді, штат Каліфорнія, отримав ступінь бакалавра у Каліфорнійському технологічному інституті в 1950 році, а потім здобув ступінь доктора філософії у Массачусетському технологічному інституті в 1956 році.
Він приєднався до центру обчислень Массачусетського технологічного інституту відразу після закінчення університету, ставши професором у 1965 році. Ф.Корбато працював у закладі до виходу у відставку.

## Наукова діяльність
Перша операційна система з поділом часу, з якою він був пов'язаний, яка була відома як CTSS, продемонстрована вперше у 1961 році. Ф.Корбато також працював над першим використанням паролів для забезпечення доступу до файлів на великій комп'ютерній системі, хоча тепер він говорить, що цей початковий метод захисту поширюється і стає некерованим.
Досвід розробки CTSS призвів до другого проекту, Multics, який був прийнятий General Electric для високопродуктивних комп'ютерних систем (пізніше придбаних Honeywell). Multics вперше застосувала багато концепцій, що використовуються в сучасних операційних системах, включаючи ієрархічну файлову систему, кільцеву орієнтовану безпеку, списки керування доступом, віртуальну пам'ять, динамічне зв'язування модулів та обширні можливості реконфігурації в режимі он-лайн для надійного обслуговування. Multics, хоча і не надто комерційно успішна сама по собі, безпосередньо надихнула Кена Томпсона на розробку Unix, прямі нащадки яких до цих пір надзвичайно широко використовуються; Unix також служив прямою моделлю для багатьох інших наступних конструкцій операційної системи.
У 1961 році Фернандо Корбато та його команда втілили ідеї Морсу по системах поділу часу і представили програмний пакет Compatible Time-Sharing System (CTSS). За цю роботу Ф.Корбато отримав у 1990 році Премію Тюрінга.

### Закон Корбато
В інформатиці існує «закон Корбато», що говорить: «Кількість рядків коду, які програміст може написати за певний час не залежить від мови програмування».

## Нагороди
- Премія Воллеса Макдауелла (1966)
- Меморіальна премія Гаррі Гуда (1980)
- Премія Тюрінга (1990)
- C&C Prize (1998)
- Fellow Awards (2012)

## Родина
Корбато був двічі одружений. Від першого шлюбу з Ізабель має двох дочок — Керолін і Ненсі. У шлюбі з другою дружиною, Емілі, виховують двох пасинків — Девіда та Джейсона Гішей.

## Наукові праці
- F. J. Corbató, M. M. Daggett, R. C. Daley, An Experimental Time-Sharing System [Архівовано 6 вересня 2009 у Wayback Machine.] (IFIPS 1962) is a good description of CTSS
- F. J. Corbató (editor), The Compatible Time-Sharing System: A Programmer's Guide [Архівовано 4 жовтня 2017 у Wayback Machine.] (M.I.T. Press, 1963)
- F. J. Corbató, V. A. Vyssotsky, Introduction and Overview of the Multics System [Архівовано 9 липня 2011 у Wayback Machine.] (AFIPS 1965) is a good introduction to Multics
- F. J. Corbató, PL/I As a Tool for System Programming. Архів оригіналу за лютий 6, 2008. Процитовано квітень 11, 2018. (Datamation, May 6, 1969)
- F. J. Corbató, C. T. Clingen, J. H. Saltzer, Multics — The First Seven Years [Архівовано 17 лютого 2014 у Wayback Machine.] (AFIPS, 1972) is an excellent review, after a considerable period of use and improvement
- F. J. Corbató, C. T. Clingen, A Managerial View of the Multics System Development [Архівовано 6 серпня 2004 у Wayback Machine.] («Conference on Research Directions in Software Technology», Providence, Rhode Island, 1977) is a fascinating look at what it was like to manage such a large software project
- F. J. Corbató, On Building Systems That Will Fail [Архівовано 7 серпня 2004 у Wayback Machine.] (Turing Award Lecture, 1991)